# Estação Villejean-Université
Villejean-Université é uma estação metroviária da linha "A", do Metro de Rennes . A estação está localizada junto a Universidade de Rennes.